# スターとデイト合戦
『スターとデイト合戦』（スターとデイトがっせん）は、1968年10月1日から同年12月24日までフジテレビ系列局で放送されていたフジテレビ製作の恋愛バラエティ番組である。その後も1969年1月7日から同年3月25日まで『売込みハート作戦』（うりこみハートさくせん）と題して放送されていた。いずれもコカ・コーラボトラーズ（日本コカ・コーラ）の単独提供。放送時間は毎週火曜 19:30 - 20:00 （日本標準時）。

## 概要
毎回5人の一般人たちが、芸能人とのデートを目指してゲームに参加していた視聴者参加型番組。優勝者には芸能人との「食事」「ダンス」「旅行」のいずれか一つを約束され、次回の放送でデートの模様を収めた写真が公開された。
番組は年明けとともに改題リニューアル。以後は、5人の出場者たちが特技の披露や審査員との質疑応答によって芸能人にトップを決めてもらう方式となり、トップとなった出場者には芸能人とのデート権が、そして選考に漏れた出場者の中からも特にインパクトのあった者には「ラッキー賞」として賞金10万円と香港旅行がプレゼントされた。
番組はその後、平日21:30枠の帯番組『スター千一夜』と『お茶の間寄席』が1969年春の改編で平日19:30枠へ移動するのを受けて終了した。番組の終了後、コカ・コーラボトラーズは直前の火曜19:00枠で放送されていた『ザ・ヒットパレード』のスポンサーに付いた。

## 出演者

### スターとデイト合戦
- 司会：ジェリー藤尾
- 御意見人役：藤村有弘

### 売込みハート作戦
- 司会：林家こん平
- 審査員：楠本憲吉
- 審査員：中村メイコ